# Буртерульд-Енфревіль
Бургтеру́льд-Енфреві́ль (фр. Bourgtheroulde-Infreville) — колишній муніципалітет у Франції, у регіоні Нормандія, департамент Ер. Населення — 2848 осіб (2011).
Муніципалітет був розташований на відстані близько 120 км на північний захід від Парижа, 24 км на південний захід від Руана, 37 км на північний захід від Евре.

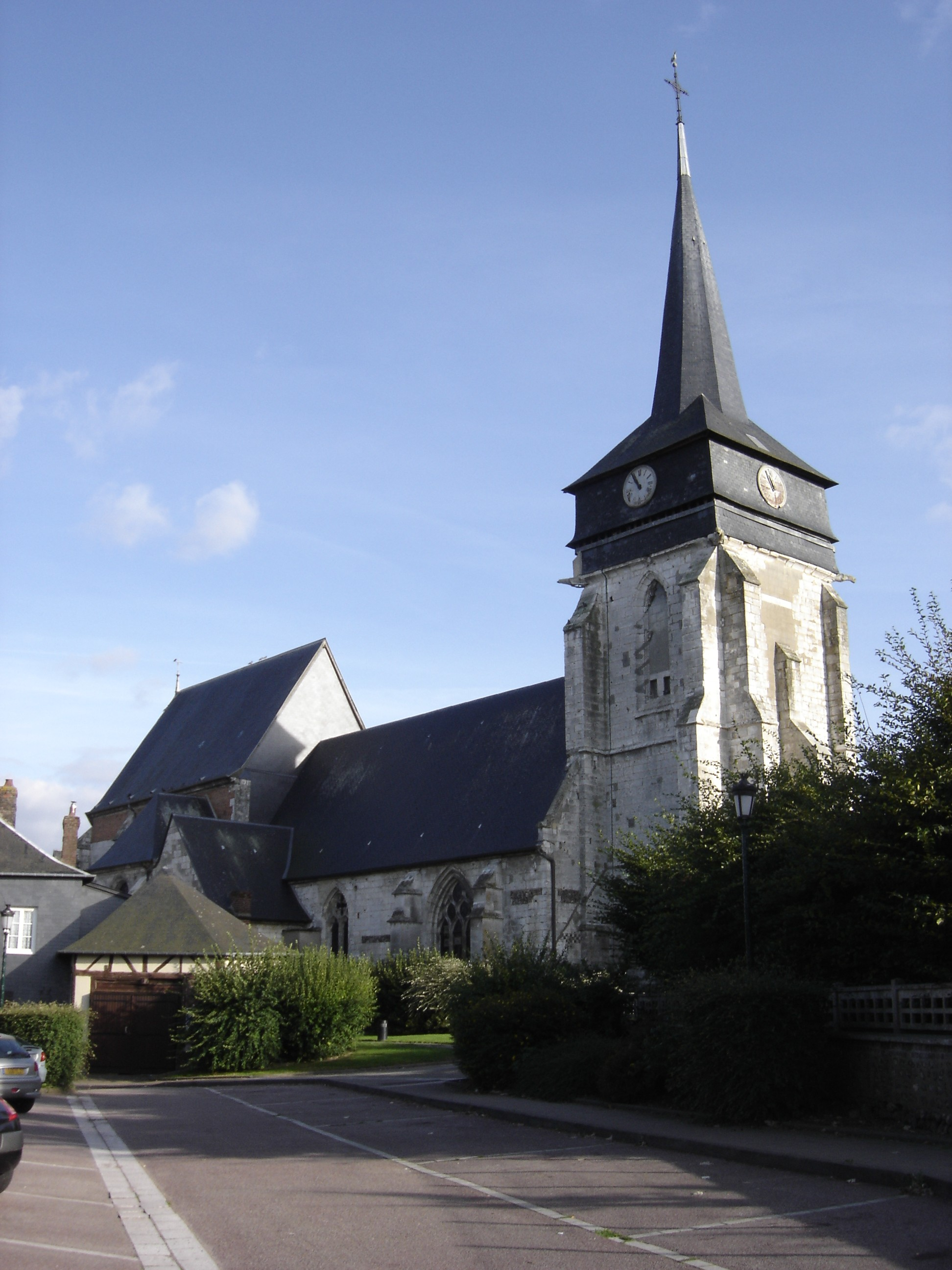

## Історія
До 2015 року муніципалітет перебував у складі регіону Верхня Нормандія. Від 1 січня 2016 року належав до нового об'єднаного регіону Нормандія.
1 січня 2016 року Буртерульд-Енфревіль, Боск-Бенар-Коммен i Тюї-Ебер було об'єднано в новий муніципалітет Гран-Бургтерульд.

## Демографія
Динаміка населення (INSEE ):
Розподіл населення за віком та статтю (2006):
| Стать | Всього | До 15 років | 15-24 | 25-44 | 45-64 | 65-85 | Понад 85 |
| --- | ------ | ----------- | ----- | ----- | ----- | ----- | -------- |
| Чоловіки | 1391   | 293         | 149   | 409   | 402   | 134   | 4        |
| Жінки | 1521   | 338         | 164   | 428   | 386   | 172   | 33       |
| \| Статево-вікова піраміда \| Статево-вікова піраміда \| Статево-вікова піраміда \| \| ----------------------- \| ----------------------- \| ----------------------- \| \| Чоловіки \| Вік \| Жінки \| \| 4 \| 85 + \| 33 \| \| 12 \| 80-84 \| 45 \| \| 16 \| 75-79 \| 37 \| \| 53 \| 70-74 \| 41 \| \| 53 \| 65-69 \| 49 \| \| 78 \| 60-64 \| 49 \| \| 126 \| 55-59 \| 106 \| \| 101 \| 50-54 \| 114 \| \| 97 \| 45-49 \| 117 \| \| 76 \| 40-44 \| 84 \| \| 128 \| 35-39 \| 127 \| \| 116 \| 30-34 \| 120 \| \| 89 \| 25-29 \| 97 \| \| 77 \| 20-24 \| 81 \| \| 72 \| 15-20 \| 83 \| \| 87 \| 10-14 \| 123 \| \| 99 \| 5-9 \| 115 \| \| 107 \| 0-4 \| 100 \| |        |             |       |       |       |       |          |
| Статево-вікова піраміда |        |             |       |       |       |       |          |
| Чоловіки | Вік    | Жінки       |       |       |       |       |          |
| 4 | 85 +   | 33          |       |       |       |       |          |
| 12 | 80-84  | 45          |       |       |       |       |          |
| 16 | 75-79  | 37          |       |       |       |       |          |
| 53 | 70-74  | 41          |       |       |       |       |          |
| 53 | 65-69  | 49          |       |       |       |       |          |
| 78 | 60-64  | 49          |       |       |       |       |          |
| 126 | 55-59  | 106         |       |       |       |       |          |
| 101 | 50-54  | 114         |       |       |       |       |          |
| 97 | 45-49  | 117         |       |       |       |       |          |
| 76 | 40-44  | 84          |       |       |       |       |          |
| 128 | 35-39  | 127         |       |       |       |       |          |
| 116 | 30-34  | 120         |       |       |       |       |          |
| 89 | 25-29  | 97          |       |       |       |       |          |
| 77 | 20-24  | 81          |       |       |       |       |          |
| 72 | 15-20  | 83          |       |       |       |       |          |
| 87 | 10-14  | 123         |       |       |       |       |          |
| 99 | 5-9    | 115         |       |       |       |       |          |
| 107 | 0-4    | 100         |       |       |       |       |          |

## Економіка
2010 року серед 1809 осіб працездатного віку (15—64 років) 1323 були активними, 486 — неактивними (показник активності 73,1%, у 1999 році було 70,4%). З 1323 активних мешканців працювало 1213 осіб (603 чоловіки та 610 жінок), безробітними було 110 (49 чоловіків та 61 жінка). Серед 486 неактивних 127 осіб було учнями чи студентами, 246 — пенсіонерами, 113 були неактивними з інших причин.

У 2010 році в муніципалітеті числилось 1208 оподаткованих домогосподарств, у яких проживали 2948,0 особи, медіана доходів виносила 20 282 євро на одного особоспоживача